# Championnat d'Europe de poursuite par équipes féminin (juniors)
Le Championnat d'Europe de poursuite par équipes féminin juniors est le championnat d'Europe de poursuite par équipes organisé annuellement par l'Union européenne de cyclisme pour les cyclistes âgées de 17 et 18 ans. Le championnat organisé depuis 2008, a lieu dans le cadre des championnats d'Europe de cyclisme sur piste juniors et espoirs.

## Palmarès
| Année | Or                                                                                                 | Argent                                                                                          | Bronze                                                                              |
| ----- | -------------------------------------------------------------------------------------------------- | ----------------------------------------------------------------------------------------------- | ----------------------------------------------------------------------------------- |
| 2008  | Grande-Bretagne Hannah Mayho Alexandra Greenfield Jessica Booth                                    | Belgique Evelyn Arys Jessie Daams Jolien D'Hoore                                                | Italie Giada Balzan Rossella Callovi Valentina Scandolara                           |
| 2009  | Grande-Bretagne Ella Sadler-Andrews Jessica Booth Laura Trott                                      | Russie Elena Lichmanova Lidia Malakhova Galina Streltsova                                       | Ukraine Inna Metalnikova Elizaveta Oshurkova Hanna Solovey                          |
| 2010  | Russie Alexandra Goncharova Svetlana Kashirina Aleksandra Chekina                                  | Italie Elena Cecchini Maria Giulia Confalonieri Chiara Vannucci                                 |                                                                                     |
| 2011  | Italie Beatrice Bartelloni Maria Giulia Confalonieri Chiara Vannucci                               | Russie Aleksandra Chekina Gulnaz Badykova Svetlana Kashirina                                    | France Eugénie Duval Éloïse Bec Valentine Mori                                      |
| 2012  | Grande-Bretagne Amy Roberts Lucy Garner Elinor Barker                                              | Russie Kseniya Dobrynina Gulnaz Badykova Natalia Mozharova                                      | Italie Michela Maltese Arianna Fidanza Ana Maria Covrig                             |
| 2013  | Italie Arianna Fidanza Francesca Pattaro Michela Maltese Maria Vittoria Sperotto                   | Russie Natalia Mozharova Anastasia Buchneva Svetlana Vasilieva Maria Kantcyber                  | Belgique Kaat Van Der Meulen Lotte Kopecky Jesse Vandenbulcke Saartje Vandenbroucke |
| 2014  | Grande-Bretagne Manon Lloyd Emily Nelson Grace Garner Megan Barker                                 | Pologne Nikol Płosaj Daria Pikulik Justyna Kaczkowska Natalia Radzicka                          | France Soline Lamboley Alphanie Midelet Margot Dutour Marion Borras                 |
| 2015  | Italie Elisa Balsamo Rachele Barbieri Sofia Bertizzolo Marta Cavalli                               | Pologne Daria Pikulik Justyna Kaczkowska Weronika Humelt Nikola Rozynska                        | France Marion Borras Pauline Clouard Lucie Jounier Typhaine Laurance                |
| 2016  | Italie Elisa Balsamo Chiara Consonni Letizia Paternoster Martina Stefani                           | Pays-Bas Marit Raaijmakers Amber van der Hulst Kirstie van Haaften Bente van Teeseling          | Grande-Bretagne Eleanor Dickinson Lauren Dolan Rebecca Raybould Jessica Roberts     |
| 2017  | Italie Chiara Consonni Letizia Paternoster Martina Fidanza Vittoria Guazzini                       | Pays-Bas Amber van der Hulst Kirstie van Haaften Marit Raaijmakers Mylene de Zoete Phaedra Krol | Russie Anastasia Lukashenko Daria Malkova Karine Minasian Maria Novolodskaya        |
| 2018  | Italie Silvia Zanardi Gloria Scarsi Giorgia Catarzi Sofia Collinelli Camilla Alessio               | Russie Karine Minasian Daria Malkova Mariia Miliaeva Aigul Gareeva                              | Allemagne Ricarda Bauernfeind Lena Reißner Friederike Stern Finja Smekal            |
| 2019  | Italie Eleonora Gasparrini Camilla Alessio Giorgia Catarzi Sofia Collinelli Matilde Vitillo        | Grande-Bretagne Elynor Backstedt Sophie Lewis Ella Barnwell Eluned King Amelia Sharpe           | Allemagne Finja Smekal Hanna Dopjans Paula Leonhardt Friederike Stern Hannah Buch   |
| 2020  | Russie Inna Abaidullina Alena Ivanchenko Anastasia Pecherskikh Valeria Valgonen                    | Italie Lara Crestanello Silvia Bortolotti Eleonora Gasparrini Elisa Tonelli                     | Allemagne Hanna Dopjans Lana Eberle Fabienne Jahrig Marla Sigmund                   |
| 2021  | Grande-Bretagne Grace Lister Madelaine Leech Millie Couzens Zoe Bäckstedt                          | Russie Alena Ivanchenko Alina Moiseeva Inna Abaidullina Valeria Valgonen                        | Allemagne Fabienne Jahrig Franzi Arendt Justyna Czapla Lana Eberle                  |
| 2022  | Italie Francesca Pellegrini Martina Sanfilippo Federica Venturelli Valentina Zanzi Vittoria Grassi | Allemagne Hannah Kunz Justyna Czapla Seana Littbarski-Gray Magdalena Fuchs Jette Simon          | Pologne Zuzanna Chylińska Anna Długaś Maja Tracka Martyna Szczęsna Laura Rybkiewicz |
| 2023  | Italie Irma Siri Alice Toniolli Silvia Milesi Federica Venturelli                                  | France Violette Demay Mélanie Dupin Léonie Mahieu Léane Tabu                                    | Grande-Bretagne Cat Ferguson Ella Jamieson Carys Lloyd Isabel Sharp                 |
| 2024  | Allemagne Joelle Messemer Judith Rottmann Julia Servay Magdalena Leis Messane Bräutigam            | Grande-Bretagne Imogen Wolff Cat Ferguson Erin Boothman Carys Lloyd                             | Italie Asia Sgaravato Virginia Iaccarino Linda Sanarini Silvia Milesi Irma Siri     |
| 2025  | Grande-Bretagne Phoebe Taylor Abigail Miller Erin Boothman Evie Smith Arabella Blackburn           | Italie Linda Sanarini Elisa Bianchi Matilde Rossignoli Chantal Pegolo Erja Giulia Bianchi       | Allemagne Paula Gloning Sophia Schrödel Julia Servay Magdalena Leis                 |